# Ana Maria Machado
Ana Maria Machado   (Rio de Janeiro, 24 de desembre de 1941) és una periodista, professora, pintora, escriptora i llibretera brasilera.
Al llarg de la seva carrera, Ana Maria Machado va ocupar la primera càtedra de l'Acadèmia Brasilera de Lletres, sent presidenta de la institució del 2011 al 2013. La seva aportació a la literatura nacional destaca pels seus esforços per fer-la accessible a tothom.

## Biografia
Filla de Mário de Sousa Martins, periodista i polític, i de Diná Almeida de Sousa Martins, una dona polièdrica que, a més de tenir cura de la casa i ser mare de nou fills, tenia coneixements en dret i microbiologia. L'entorn estava marcat per la valoració de l'educació i les lletres, on l'aprenentatge era fonamental.
Les influències literàries i culturals, especialment del seu llinatge matern, estan presents a la memòria d'Ana Maria. La seva àvia, Rita Cunha de Almeida, filla del baró Zé Morais, va aprendre a llegir amb l'ajuda del seu marit, convertint-se en una font de saviesa popular. Aquest bagatge cultural, unit a la presència constant dels llibres, va despertar la passió d'Ana Maria Machado per la literatura des de petita. El seu avi matern, Ceciliano Abel de Almeida, va tenir un paper crucial en la fundació de la Universitat Federal d'Espírito Santo, ensenyant Matemàtiques i Física a Vitória durant cinc dècades. Va compartir detalls de la seva trajectòria personal i professional en una entrevista titulada "Hora d'escoltar històries" al Museu da Pessoa.
Ana Maria Machado va ser estudiant al Museu d'Art Modern de Rio de Janeiro i al MOMA de Nova York. Va començar la seva carrera com a pintora, participant en exposicions individuals i col·lectives al Brasil i a l'estranger.
El 1964 es va graduar en Literatura Neolatina a la Facultat Nacional de Filosofia de la Universitat del Brasil (actual Universitat Federal de Rio de Janeiro). Va cursar estudis de postgrau també a la UFRJ. Després de graduar-se, va ensenyar Literatura Brasilera i Teoria Literària a la mateixa universitat. També va impartir classes a la Pontifícia Universitat Catòlica de Rio de Janeiro, a les escoles Santo Inácio i Princesa Isabel i al Curs de Preparació Alfa de l'Institut Rio Branco.>
Durant la dictadura militar, va formar part del moviment de resistència dels mestres. El 1969, després de l'AI 5, va acabar a la presó, i el gener de 1970 s'exilià a Europa. Va treballar com a periodista a la revista Elle de París i al servei brasiler de la BBC a Londres. Durant aquest període, va ensenyar llengua portuguesa a La Sorbona, i va estudiar a l'École Pratique des Hautes Études, quan va defensar la seva tesi doctoral en Lingüística i Semiologia sota la direcció de Roland Barthes.>
El 1972 va tornar al país i va treballar com a periodista als diaris Correio da Manhã, O Globo i Jornal do Brasil. Durant set anys, entre 1973 i 1980, va dirigir la secció de periodisme del canal de ràdio del Jornal do Brasil. L'any 1976 va publicar la seva tesi sobre l'obra de Guimarães Rosa. El 1979, juntament amb Maria Eugênia Silveira, va obrir la primera llibreria infantil del Brasil, “Malasartes”, que va dirigir durant 18 anys. L'any 1980 va deixar el periodisme i va decidir dedicar-se exclusivament als seus llibres.

## Estil literari
L'acurada elecció d'Ana Maria Machado d'una llengua propera a la ciutadania, apropant la literatura a la quotidianitat, es reflecteix en la seva producció literària. Aquest plantejament va sorgir de la percepció que sovint la literatura s'allunya del sentir de la població. La seva implicació en la literatura infantil, que va començar als anys 60 a la revista Recreio, és un reflex d'aquesta aposta.

## Premis i homenatges
L'any 1977 va publicar el seu primer llibre infantil Bento que Bento é o Frade. Aquest mateix any, va rebre el Premi João de Barro pel llibre Història Meio ao Contrário. Va guanyar el Premi de Literatura Jabuti el 1978. El 1981 va rebre el Premi Casa de las Américas pel seu llibre De Olho nas penas.
El reconeixement mundial de l'obra d'Ana Maria Machado va arribar l'any 2000, quan va rebre el Premi Hans Christian Andersen, el guardó més important de la literatura infantil. El mateix any va ser condecorada amb l'Orde del Mèrit Cultural.

### Acadèmia Brasilera de Lletres
És la sisena ocupant de la cadira 1 de l'Acadèmia Brasilera de Lletres (ABL), el patró de la qual és el poeta Adelino Fontoura. Va ser escollida el 24 d'abril de 2003, succeïnt Evandro Lins e Silva. El 8 de desembre de 2011 va ser escollida presidenta de l'Acadèmia Brasilera de Lletres per al bienni 2012/2013.

## Obra publicada

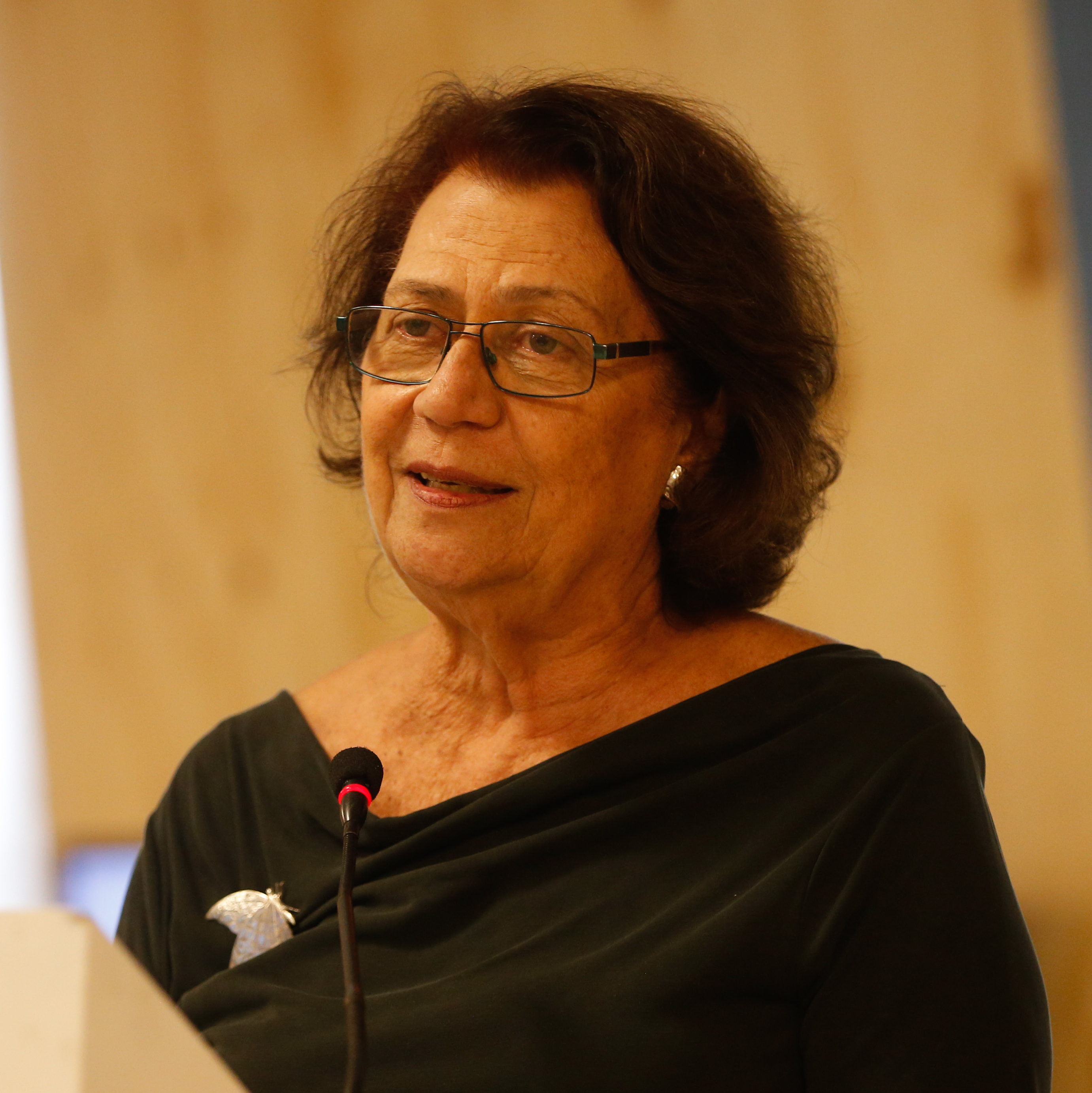
2017

Aquesta és una selecció dels llibres publicats per l'escriptora carioca:

### Literatura infantil
| - Raul da Ferrugem Azul - Uma Vontade Louca - Amigo É Comigo - Isso Ninguém Me Tira - Bento que Bento é o Frade - Bisa Bia, Bisa Bel - De olho nas penas - Do outro mundo - O canto da praça | - Bem do seu tamanho - Tudo ao mesmo tempo agora - O Que É? - dandinha danda - Abrindo Caminho - Alguns Medos e Seus Segredos - Era Uma Vez Três - O Gato do Mato e o Cachorro do Morro | - Menina Bonita do Laço de Fita - O mistério da ilha - Amigos Secretos - De carta em carta - Quem manda na minha boca sou eu!! - O domador de monstros - História Meio ao Contrário - Histórias Árabes |

### Altres gèneres
| - Alice e Ulisses (novel·la), 1984 - Aos Quatro Ventos (novel·la), 1993 - A Audácia dessa Mulher (novel·la), 1999 - Canteiros de Saturno (novel·la), 1991 | - Como e Por Que Ler os Clássicos Universais desde Cedo (assaig), 2002 - Contra Corrente (articles de premsa), 1999 - Democracia (livro) |